# Włodzimierz Czarzasty
Włodzimierz Czarzasty (Varsovia, 3 de mayo de 1960) es un político polaco que se desempeña como líder del partido Nueva Izquierda.

## Biografía
Nacido en Varsovia, Polonia, Czarzasty se graduó en periodismo y ciencias políticas en la Universidad de Varsovia en la década de 1980. Al mismo tiempo, fue miembro de la Asociación de Estudiantes Polacos (ZSP), líder de la asociación "Ordynacka" y miembro del Partido Unificado de los Trabajadores Polacos (PZPR) de 1983 a 1990.
Tras la caída del comunismo, Czarzasty se convirtió en miembro del SLD, sucesor del PZPR. En las elecciones generales de 1997 se postuló para el SLD pero perdió. En mayo de 1999, el presidente Aleksander Kwasniewski lo nombró miembro del Consejo Nacional de Radiodifusión y Televisión. Se convirtió en un punto de controversia durante el escándalo de corrupción de Rywin, pero no fue acusado formalmente de ningún delito.
Después de una larga carrera extraparlamentaria, Czarzasty se postuló como parte del partido Izquierda Unida (ZL) en las elecciones de 2015. Dado que ZL no superó el umbral del 8% necesario para ocupar escaños en el Sejm, ninguno de los candidatos, incluido Czarzasty, ganó.
Durante las elecciones de liderazgo del partido en enero de 2016, Czarzasty derrotó al exdiputado Jerzy Wenderlich y fue elegido nuevo presidente de la Alianza de Izquierda Democrática, reemplazando al líder en ejercicio y ex primer ministro Leszek Miller. Fue candidato a la Asamblea Regional de Mazovia durante las elecciones locales de 2018, pero perdió.
En las elecciones parlamentarias de 2019, Czarzasty codirigió la coalición La Izquierda, junto con Adrian Zandberg y Robert Biedroń, y fue elegido miembro del Sejm. Era candidato del distrito electoral de Sosnowiec. El 12 de noviembre de 2019, Czarzasty fue elegido mariscal adjunto del Sejm en representación de La Izquierda.
En julio de 2021, Czarzasty suspendió los derechos de miembro del partido de Karolina Pawliczak y otros cinco parlamentarios de la Nueva Izquierda después de que no estuvieran de acuerdo con él e hicieran público su desacuerdo. Los políticos suspendidos enviaron una carta a Czarzasty en la que cuestionaban el hecho de que ciertos compromisos políticos se hubieran asumido en nombre del partido y permitieron que su carta fuera pública. Czarzasty los acusó de violar gravemente la obligación de velar por el buen nombre del partido.